# Wanda Montanelli
Wanda Montanelli (Napoli, ...) è una politica e cantautrice italiana.

## Biografia
Seconda di cinque figli, Wanda Montanelli trascorre l'infanzia a Napoli fino all'età di 17 anni. Appassionata di musica, dopo aver studiato chitarra classica, inizia a comporre canzoni, spesso con testi in napoletano; si trasferisce prima a Milano dove in Corso Europa incontra gli artisti del Clan Celentano e frequenta il Cip Cantanti del Maestro Nando De Luca che le consiglia di comporre da sé i brani da proporre.
A metà degli anni '70 è a Roma (città dove poi conseguirà la laurea in lettere alla Sapienza di Roma) e nel 1979 partecipa e vince il concorso “Una canzone per Sanremo”, bandito dal Radiocorriere TV e dall'allora organizzazione del festival canoro. Il suo brano a tema sociale si chiama ‘Napule cagnarrà’, di cui è autrice di musica e testo.
In seguito accetta di far cantare il proprio pezzo, arrangiato e prodotto da Claudio Mattone, al napoletano figlio d'arte Massimo Abbate, che lo presenta al Festival di Sanremo 1979.
La casa discografica RCA Italiana prende la Montanelli a contratto e la inserisce nel proprio parco cantautori ed il direttore generale dell'etichetta, Ennio Melis, mostra di credere nel suo talento e le promette un lancio discografico in grande stile a partire solo dall'anno successivo. Nel 1981, viene pubblicato per la Gulp!, etichetta del gruppo, un 33 giri che contiene la canzone di Sanremo con il titolo in Italiano, ‘Napoli cambierà’.
Pubblicherà in seguito altri tre album; la sua canzone più nota, ‘Napoli cambierà’, viene tradotta in tedesco con il titolo ‘Hab ich zuviel riskiert’ e cantata da Roland Kaiser, che vende del singolo oltre due milioni di copie, ed il cui album in cui è contenuta, "Dich zu Lieben" vincerà il disco d'oro; il brano otterrà peraltro un discreto successo anche in America Latina dove verrà venduto per quattrocentomila copie.
Ha inciso anche per la Lettera A (casa discografica di Renato Carosone) e per la Fonit Cetra
Nel 1985 Wanda Montanelli assurge nuovamente alla ribalta delle cronache per un contenzioso legale da lei affidato alla difesa dell'avvocata Tina Lagostena Bassi, sorto con la trasmissione televisiva “Quelli della Notte” condotta da Renzo Arbore, e in particolare con l'autore della sigla del programma, Claudio Mattone. Il brano “Ma la Notte no”, firmato dallo stesso Mattone, ricorda troppo da vicino alla Montanelli la “Ballata di Lucia”, un pezzo inserito nel '79 nello stesso Lp che conteneva la sanremese ‘Napoli Cambierà’ di cui si è detto. Il giudice emanerà un'ordinanza, su ricorso urgente ex art. 700, che non riconosce appieno le ragioni della Montanelli: l'affinità melodica e metrica dei due brani, quantitativamente accertata in una successione ordinata consecutiva di 13 note musicali, non viene ritenuta sufficiente a dimostrare il plagio artistico.
Nel 1994 pubblica con la Griot, casa editrice musicale di Roma, l'album 'Voglio una sinistra a modo mio', contenente 8 brani di cui 3 inediti, più 3 basi musicali per il Karaoke. L'anno successivo è la volta di 'Messaggio a Chirac', canzone contenente un messaggio ambientalista rivolto a Jacques Chirac per dissuaderlo dalle sue intenzioni di testare la bomba atomica nel paradiso tropicale dell'isola di Mururoa.
Il suo sito personale contiene un blog.

## L'attività politica
Nel 1997 aderisce al movimento Mani Pulite fondato dall'ex pubblico ministero Antonio Di Pietro e nel 2002 viene nominata a capo della Consulta femminile di quello che, nel frattempo, è diventato il partito ‘Italia dei Valori’. Nel 2004 diviene la responsabile del Dipartimento Pari Opportunità, mentre l'anno successivo Di Pietro le affida l'organizzazione della prima Festa Nazionale dell'Italia dei Valori, alla quale conferisce un risalto mediatico con un'impostazione da gender mainstreaming. Nei primi mesi del 2006 prende parte al tavolo per la stesura del programma politico dell'Unione per le Elezioni Politiche del 2006 (la c.d. “Fabbrica del Programma”) e organizza l'appello all'allora Presidente della Repubblica Ciampi contro la nuova legge elettorale, appello che sarà pubblicato su una pagina de "la Repubblica" e verrà sottoscritto da nomi illustri tra cui Tina Lagostena Bassi. Ma quando Di Pietro nega imprevedibilmente a lei e a quasi tutte le altre donne dell'Italia dei Valori l'accesso al Parlamento, inizia a contestare aspramente il Presidente e l'Esecutivo del partito e la loro gestione dell'Idv che definisce ‘inadeguata dal punto di vista democratico e scarsamente attenta all'universo femminile'. Inizia un lungo sciopero della fame (27 giorni) per sensibilizzare le istituzioni e l'opinione pubblica sul tema del riequilibrio dei generi; da cui nascono i “Comitati per Wanda Montanelli”  che fanno capo ad un movimento di opinione nazionale per i diritti alle pari opportunità  che la sostengono con la “Staffetta del digiuno”. A seguito dell'aggravarsi dei bollettini medici quotidiani, la Montanelli viene invitata da Romano Prodi e poi dallo stesso Di Pietro, a interrompere lo sciopero della fame con la promessa di concretizzazione futura dei diritti paritari.
All'inizio del 2008, Wanda Montanelli cita in giudizio presso il Tribunale di Milano la presidenza Idv, sia per la mancata destinazione alle donne del partito delle somme previste dalla legge 157/99 art. 3 per la loro promozione, sia per inadempienza rispetto alle finalità statutarie in merito alle Pari Opportunità. Il 12 marzo 2008, pubblicate le liste dei candidati alle elezioni del 13 aprile e verificata la scarsità di presenze femminili, inizia un nuovo sciopero della fame. Lo interromperà solo dopo una maratona di 42 giorni di digiuno dietro esplicita richiesta del Capo dello Stato, Giorgio Napolitano. Attualmente promuove con il movimento d'opinione che orbita intorno ad Onerpo e alla Consulta delle Donne, il tema dei diritti alle Pari Opportunità nell'ottica di un reale cambiamento nella gestione della cosa pubblica.

## Discografia parziale

### 33 giri
- 1981: Due lingue per un discorso (Gulp!, SIL 1190)

### 45 giri
- 1980: Frutte 'e mare/'E mariuole (FONIA ITALIANA)
- 1982: Dai che ce la fai/Voglio pazzià (Lettera A, LTA 76006 distribuzione CGD)
- 1985: Non è vero che il mare non bagna Napoli/Totonno 'o lungo (Fonit Cetra)

### Musicassette
- 1994: Voglio una sinistra a modo mio (Griot)
- 1995: Messaggio a Chirac (Griot)

### CD
- 1996: Napoli cambierà (Nuova Canaria)

## Curiosità
- Nei primi anni 80, quando non era ancora famosa, divenne campionessa al quiz televisivo Flash.